# ماریلنا ولادارائو
ماریلنا ولادارائو (به انگلیسی: Marilena Vlădărău) ژیمناست زادهٔ - میلادی اهل کشور رومانی است.